# Coleophora frankii
Coleophora frankii is een vlinder uit de familie kokermotten (Coleophoridae). De wetenschappelijke naam is voor het eerst geldig gepubliceerd in 1886 door Schmidt.
De soort komt voor in Europa.